# Kote
 Denne artikel omhandler overvejende eller alene danske forhold. Hjælp gerne med at gøre artiklen mere almen.
En kote er højden for et bestemt terrænpunkt. I Danmark regnet fra Dansk Vertikal Reference 1990 (DVR90) der erstatter det hidtigt anvendte Dansk Normal Nul (DNN). Højden angives i meter med tre efterfølgende decimaler, sådan at f.eks. udtrykket kote 43,253 betyder, at punktet ligger 43,253 m (= 43 m og 253 mm) over den normale vandstand.
Visse faste punkter i landskabet (bjergtoppe, klippefremspring, bygninger osv.) forsynes med et indstøbt fikspunkt, som opmåles, så man kender dets nøjagtige geografiske koordinater. Disse fikspunkter kan benyttes som reference ved lokale nivellementer.
En højdekurve udgøres af terrænpunkter med samme kote. Højdekurver bruges både ved geodætiske beskrivelser af landskabet og ved udarbejdelse af tegningsmaterialer forud for ændringer i terrænet. 